# Colchicum zahnii
Colchicum zahnii är en tidlöseväxtart som beskrevs av Theodor Heinrich von Heldreich. Colchicum zahnii ingår i släktet tidlösor, och familjen tidlöseväxter. Inga underarter finns listade i Catalogue of Life.